# Loch Ericht
Loch Ericht, schottisch-gälisch: Loch Eireachd, ist ein aufgestauter Süßwassersee in den Grampian Mountains.

## Geschichte
Bei Loch Ericht handelt es sich um einen natürlichen See. Dieser wurde jedoch durch Aufstauung dessen Abflusses vergrößert. Die Arbeiten zum Aufstauen des Ericht wurden 1931 begonnen. Am Südende wurde eine wurde eine Talsperre errichtet, die, zum Erreichen eines höheren Stauziels, durch einen weiteren, 426 Meter langen Damm am Nordende des Sees bei Dalwhinnie ergänzt. Der See ist heute Teil eines Wasserkraftnetzes entlang des Tummel. Er versorgt das rund fünf Kilometer südöstlich am Loch Rannoch, 156 Meter tiefer gelegene Wasserkraftwerk Rannoch.

## Beschreibung
Durch den See verläuft die Grenze zwischen den schottischen Council Areas Highland und Perth and Kinross, die historisch die Grenze zwischen den traditionellen Grafschaften Inverness-shire und Perthshire bedeutete. Der See liegt auf einer Höhe von 356 m und hat die typisch langgezogene Form eines in der Eiszeit durch Gletscher entstandenen Sees. Er ist etwa 25 Kilometer lang, aber nur höchstens 1,9 Kilometer breit. Das Stauvolumen umfasst circa 1,29 km³. Hierbei weist der See eine maximale Tiefe von 156 Metern bei einer durchschnittlichen Tiefe von 58 Metern auf. Sein rund 135,63 km² umfassendes Einzugsgebiet setzt sich im Wesentlichen aus Gebirgslandschaft (33 %) und Graslandschaften (20 %) zusammen, während Grundwasser rund 17 % ausmacht. Gemessen an der Größe der Wasseroberfläche von etwa 22,4 km² ist Loch Ericht der achtgrößte See Schottlands.
Entlang der Ufer münden zahlreiche Bäche ein. Aus dem nordöstlich gelegenen Loch Cuaich fließt Wasser dem Wasserkraftwerk Cuaich zu. Dessen Abfluss wird teilweise über einen Aquädukt und bei Dalwhinnie bis zur Mündung durch einen Tunnel geführt dem Loch Ericht zugeführt. Der aufgestaute Ericht fließt von der südlichen Talsperre ab, der bei Bridge of Ericht in den Loch Rannoch mündet.

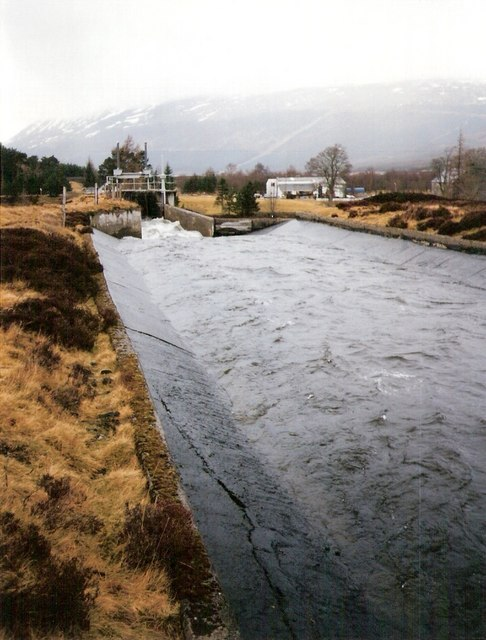
Zufluss in den Tunnel bei Dalwhinnie
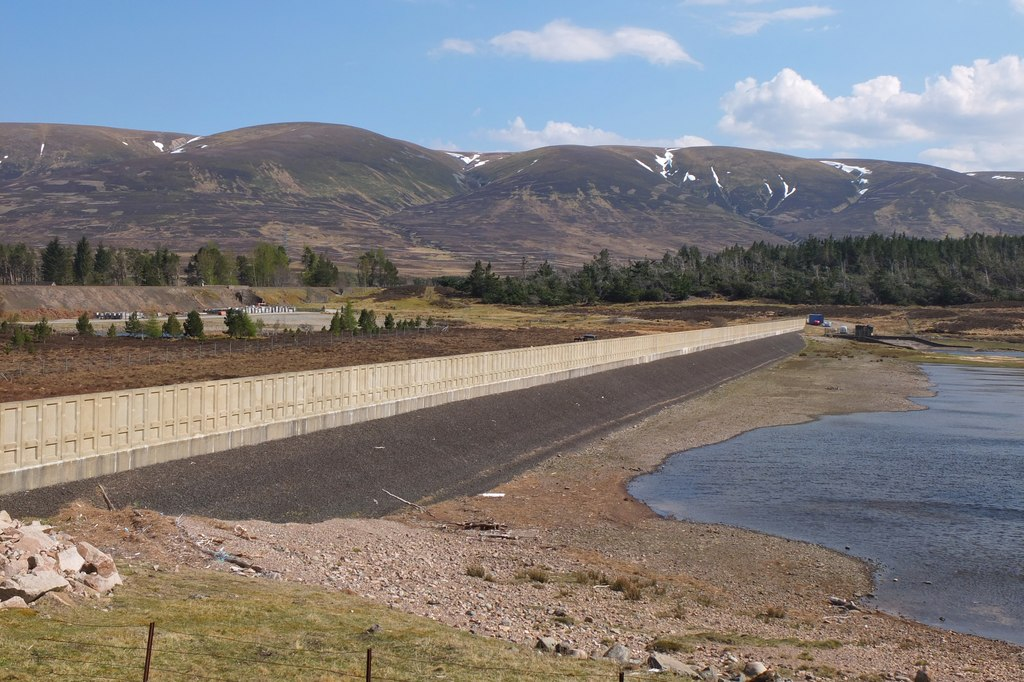
Nördlicher Damm; der Tunnel mündet auf der gegenüberliegenden Seite ein

Aus touristischer Sicht interessant sind der reiche Forellenbestand des Loch Erichts sowie die Wanderwege entlang des Sees und über die umgebenden Berge. Da weite Teile des 60 Kilometer betragenden Seeumfangs nicht über Straßen erschlossen sind, erfolgt die Anfahrt zweckmäßig über die A9 beziehungsweise die A889 über Dalwhinnie, das auch über einen Bahnhof verfügt.